# Pegoscapus longiceps
Pegoscapus longiceps är en stekelart som beskrevs av Cameron 1906. Pegoscapus longiceps ingår i släktet Pegoscapus och familjen fikonsteklar.
Artens utbredningsområde är Kuba. Inga underarter finns listade i Catalogue of Life.